# اجالا-توسرونتیو
اجالا-توسرونتیو (به انگلیسی: Adjala–Tosorontio) یک Lower-tier municipalities در کانادا است که در انتاریو واقع شده‌است.

## خصوصیات
اجالا-توسرونتیو ۱۰٬۶۰۳ نفر جمعیت دارد.